# Johann Gottlob Hanschmann
Johann Gottlob Hanschmann (* 22. März 1804 zu Kleinbothen; † 26. Februar 1858 in Weimar) war ein deutscher Pädagoge und Lehrer.

## Leben
Hanschmann war Sohn eines Gemeinderichters. Er erhielt von seinem Vater den ersten Unterricht, bevor er ab 1817 die Fürstenschule Grimma besuchte. Nach deren Abschluss studierte er ab 1823 Theologie, Philosophie und Pädagogik an der Universität Leipzig. 1826 erhielt er eine Stelle als Lehrer an der Ratsfreischule und gründete die Pädagogisch-katechetische Gesellschaft als Lehrerverein für Leipzig, deren Leitung Karl Gottlieb Plato führte; später organisierte er in Anhalt-Köthen ebenso einen Landschullehrerverein. Nach seiner Promotion zum Dr. phil. an der Leipziger Universität gründete er 1829 eine eigene Erziehungsanstalt, deren Direktor er wurde. Kurz darauf erhielt er eine Stelle als Lehrer an der zweiten Bürgerschule in Leipzig.
Hanschmann hatte in dieser Zeit erheblichen Einfluss auf die Gründung des Lehrerseminars in Grimma. Außerdem trat er in dieser Zeit bereits als Autor von Schulliteratur und pädagogischen Schriften in Erscheinung. Auch entwarf er das Konzept für die Sonntagsgewerbeschule der Leipziger Polytechnischen Gesellschaft. Für seine Verdienste um das Gustav-Adolf-Denkmal in Göritz wurde er vom schwedischen König mit der Gustav-Adolf-Medaille ausgezeichnet.
Hanschmann folgte 1846 einem Ruf als Direktor der Bürgerschule Weimar sowie als Inspektor des dortigen Lehrerseminars. Auch war er im Weimarer Pestalozziverein sehr aktiv. Er starb im Amt.

## Werke (Auswahl)
- Gedrängter Entwurf zu einem Plane für das Dinterianum oder Volksschullehrer-Seminarium des Leipziger Kreises. Fort, Leipzig 1836.
- Die neue Reformation oder die deutsch-katholische Bewegung. Naumburg, Leipzig 1845.
- Lehrbuch der allgemeinen Katechetik: ein Leitfaden zur Unterweisung im Katechesiren. Leiner, Leipzig 1848.
- Der Dreißigjährige Krieg: für die Weimarische Schuljugend.
- Das erste Lernbuch für Se. königl. Hoheit den Prinzen Karl August, Herzog zu Sachsen-Weimar-Eisenach, und alle gute Kinder. Leiner, Leipzig 1849.
- Christlicher Religionsunterricht für die gebildete Jugend: ein Leitfaden bei dem Unterricht. Fest, Leipzig 1849.
- Die Lehre von Gott nach vernünftigen Begriffen und zeitgemäßen Bestimmungen. 2. Auflage, Fest 1849.
- Winke für den methodischen Unterricht der biblischen Geschichte in der Volks- und Bürgerschule. Hofdruckerei, Weimar 1853.
- Das Strafrecht der Schule: ein Wort zur Verständigung zwischen Schule und Haus. 2. Auflage, Hofdruckerei, Weimar 1853.